# Harriet Löwenhjelm

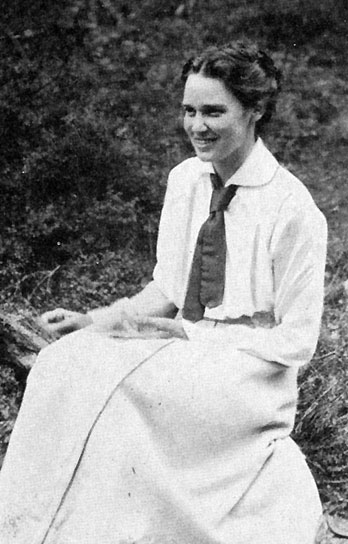
Harriet Löwenhjelm, um 1910

Harriet Löwenhjelm, auch Harriet Augusta Dorotea Löwenhielm (* 18. Februar 1887 in Helsingborg; † 24. Mai 1918 in Tranås/Småland) war eine schwedische Zeichnerin, Grafikerin, Malerin und Dichterin.

## Leben und Werk
Harriet Löwenhjelm wurde in Helsingborg geboren, wuchs aber als zweitjüngste von fünf Geschwistern in Stockholm auf. Von 1903 bis 1907 ließ sie sich am Anna Sandström-Seminar (Anna Sandströms högre lärarinneseminarium) zur Lehrerin ausbilden. Eine Reise führte sie 1904–1905 nach Ceylon. Nach ihrer Ausbildung besuchte sie 1907/1908 die Malschule von Kerstin Cardon. Von 1908 bis 1911 studierte sie an der Königlichen Kunstakademie Stockholm, von 1911 bis 1913 war sie Schülerin von Carl Wilhemson an dessen Kunstschule und 1913 besuchte sie die Grafikschule von Axel Talberg.
Harriet Löwenhjelm verstand sich als Bildkünstlerin und arbeitete in verschiedenen Techniken wie Bleistiftzeichnung, Radierung, Aquarell, Aquatinta, Tempera und Holzschnitt. Stilistisch sind ihre Arbeiten vom Jugendstil der 1890er Jahre geprägt. In ihren Tagebüchern setzte sie die Zeichnung als spontane Geste zu Stimmungen und Gedanken ein. Die Bibel bildete eine wichtige Inspirationsquelle, deren Themen sie in originellen Darstellungen illustrierte.
Harriet Löwenhjelm gilt auch als bedeutende schwedische Lyrikerin. Ihre Gedichte illustrierte sie selbst. 1913 publizierte sie Konsten att älska och dess följder, elf Gedichte illustriert mit Radierungen, die an französische Rokokografik und Chinoiserien, aber auch an Honoré Daumier, Jacques Callot, Edvard Munch, Aubrey Beardsley oder Egron Lundgren erinnern.

## Ausstellungen (Auswahl)
- 1914: Baltische Ausstellung, Malmö
- 1929: Gedenk-Ausstellung, Galerie Moderne Stockholm

## Veröffentlichungen (Auswahl)
- Konsten att älska och dess följder. Stockholm 1913.
- Dikter med dem tillharande teckningar. Råsunda 1919.
- Dikter. Norstedt & Söner Förlag, Stockholm 1933.